# Formel 2-EM 1976
Formel 2-EM 1976 vanns av Jean-Pierre Jabouille.

## Delsegrare
| Datum        | Bana         | Vinnare               |
| ------------ | ------------ | --------------------- |
| 11 april     | Hockenheim   | René Arnoux           |
| 19 april     | Thruxton     | Maurizio Flammini     |
| 9 maj        | Vallelunga   | Jean-Pierre Jabouille |
| 23 maj       | Salzburgring | Michel Leclère        |
| 7 juni       | Pau          | René Arnoux           |
| 20 juni      | Hockenheim   | Michel Leclère        |
| 27 juni      | Rouen        | Maurizio Flammini     |
| 11 juli      | Mugello      | Jean-Pierre Jabouille |
| 25 juli      | Enna-Pergusa | René Arnoux           |
| 8 augusti    | Estoril      | René Arnoux           |
| 19 september | Nogaro       | Patrick Tambay        |
| 26 september | Hockenheim   | Jean-Pierre Jabouille |

## Slutställning
| Plats | Förare                | Poäng |
| ----- | --------------------- | ----- |
| 1     | Jean-Pierre Jabouille | 53    |
| 2     | René Arnoux           | 52    |
| 3     | Patrick Tambay        | 39    |
| 4     | Michel Leclère        | 33    |
| 5     | Alex Ribeiro          | 31    |
| 6     | Maurizio Flammini     | 26    |
| 7     | Giancarlo Martini     | 12    |
| 8     | Hans Binder           | 12    |
| 9     | Eddie Cheever         | 10    |
| 10    | Keke Rosberg          | 5     |